# Julien Aubert
Julien Aubert (nascido em 11 de junho de 1978) é um político republicano francês que representa o 5º círculo eleitoral de Vaucluse na Assembleia Nacional desde 2012.

## Carreira política
Aubert concorreu na eleição de 2019 para a liderança republicana.